# Turno
Turno é, na mitologia romana, rei dos rútulos, filho de Dauno e da ninfa Venília, irmão da ninfa Juturna e neto de Pilumno. É o comandante dos exércitos que se aliaram aos rútulos para expulsar Eneias e os troianos que, com a queda de Troia, seguiram o destino de fundar uma cidade no Lácio (região central da península Itálica) que mais tarde governaria o mundo, Roma.
Na Eneida de Virgílio, Turno é o pretendente principal de Lavínia, filha de Latino, rei dos latinos, antes da chegada de Eneias à Itália. Mas não consegue casar-se com ela, pois um oráculo aconselha Latino a aceitar como genro um estrangeiro, que trará glória ao seu povo. Esse estrangeiro é Eneias.
Indignado, e por influência da deusa Juno e da fúria Alecto, Turno declara guerra aos troianos. Não consegue o apoio do rei Latino, mas tem como aliado Mezêncio, ex-rei dos etruscos, que não vê com bons olhos o poder cada vez maior dos troianos. 
Duas batalhas são travadas entre troianos e rútulos, e seus respectivos aliados, e as duas são vencidas pelo exército comandado por Eneias. Entre os aliados de Turno na luta contra o exército de Eneias estão também Amata, mulher do rei Latino, sua irmã a deusa Juturna e a rainha dos volscos Camila.
Durante as batalhas, Turno mata Palante, filho de Evandro e aliado de Eneias. Depois de muitas mortes nos dois exércitos, Turno se decide a enfrentar Eneias num duelo, única saída segundo ele para resolver o conflito. Num primeiro confronto, Turno tenta atingir a armadura de Eneias, mas vê sua espada voar em pedaços e procura salvar-se fugindo.
Num segundo confronto, Eneias traspassa o escudo de Turno e o fere na coxa. O rútulo reconhece sua derrota e suplica a Eneias que poupe sua vida. Eneias vai atender o pedido, quando vê no ombro do inimigo o cinturão de seu aliado mais querido, Palante. Muda de ideia e enfia a espada no coração de Turno. "E sua vida, indignada, foge, com um gemido, para o reino das sombras", conta a última linha do poema de Virgílio.